# Cylindrophis yamdena
Cylindrophis yamdena är en ormart som beskrevs av Smith och Sidik 1998. Cylindrophis yamdena ingår i släktet cylinderormar, och familjen Cylindrophiidae. Inga underarter finns listade i Catalogue of Life.
Denna orm förekommer endemisk på ön Yamdena i östra Indonesien.